# Rhodolaena altivola
Rhodolaena altivola là một loài thực vật có hoa trong họ Sarcolaenaceae. Loài này được Thouars miêu tả khoa học đầu tiên năm 1807.